# Delphyre tetilla
Delphyre tetilla är en fjärilsart som beskrevs av Paul Dognin 1898. Delphyre tetilla ingår i släktet Delphyre och familjen björnspinnare. Inga underarter finns listade i Catalogue of Life.